# Buck Danny
Buck Danny (früherer deutscher Titel: Rex Danny) ist eine 1947 begonnene frankobelgische Comicserie, die über die längste Zeitspanne von Jean-Michel Charlier und Victor Hubinon geschaffen wurde.

## Handlung
Die drei Militärpiloten Buck Danny, Mike Tumbler und Sonny Tuckson lernen sich während ihres Kriegsdienstes im Pazifik kennen. Nach einem kurzen Zwischenspiel als Zivilisten kehren sie gemeinsam zur USAF zurück. Im Laufe ihrer Laufbahn sind sie in verschiedenen Test- und Kampffliegerstaffeln stationiert. Im Zuge ihrer Einsätze bekämpfen sie Spionageringe und Verbrecherbanden. Diese Aufgaben führen sie in alle Teile der Welt. Mehrmals durchkreuzen sie die Pläne der geheimnisvollen Lady X, die zunächst als feindliche Spionin und später als Söldnerin arbeitet.

## Hintergrund
Georges Troisfontaines, der seit den 1930er Jahren für die Comic-Zeitschrift Spirou arbeitete, hatte kurz nach dem Zweiten Weltkrieg die Idee, in einem halb-dokumentarischen Comic die Geschichte des Pazifikkrieges der Jahre 1941/42 nachzuerzählen. Als Protagonist dieser Geschichte trat der fiktive Marineflieger Buck Danny in Erscheinung. Danny taucht an den historischen Brennpunkten auf und erlebt beispielsweise den Untergang der Yorktown mit.
Troisfontaines schrieb allerdings nur die ersten 13 Seiten dieser rund 100 Seiten langen Erzählung, die 1947 und 1948 in Spirou abgedruckt und später in zwei Alben publiziert wurde. Da er Probleme hatte, das Szenario weiterzuführen, übergab Troisfontaines diese Arbeit an den 23-jährigen Jean-Michel Charlier, der zu dieser Zeit noch ein Jurastudium absolvierte. Charlier gestaltete für Spirou seit 1944 Comic-Strips und Informationsseiten über die Fliegerei. Zeichner von Buck Danny war der 23-jährige Victor Hubinon, der seine Karriere als Retuscheur und Illustrator begonnen hatte und seit kurzem für Spirou tätig war. In den ersten Alben wurden alle Flugzeuge und Flugzeugträger noch von Jean-Michel Charlier gezeichnet. Später beschränkte sich Charlier auf seine Arbeit als Szenarist.
Hubinon und Charlier wurden damals sehr schlecht bezahlt und lebten zusammen mit anderen Comic-Schaffenden wie Albert Weinberg in einer Barracke. Um finanziell über die Runden zu kommen, arbeiteten sie eine Zeitlang sogar als Postflieger. Charlier war kurzzeitig als Pilot für die Sabena tätig, empfand die Arbeit aber als langweilig.
Mit den Alben 3-6 (1948 bis 1951 in Spirou erstpubliziert) verlagerte sich die Handlung von Buck Danny auf die asiatischen Kriegsschauplätze der Jahre 1942–45. Danny lernte während dieser Zeit seine beiden Fliegerkameraden Tuckson und Tumbler kennen, mit denen er in Zukunft alle seine Abenteuer erlebte. Der schmächtige Texaner Sonny Tuckson wurde zum Comic Relief der Serie und war für die humoristischen Einlagen zuständig. Er trat regelmäßig in Öl- oder Farbeimer, fiel durch spektakuläre Stürze auf, blamierte sich durch seine extravagante Bekleidung oder wurde vom Hund eines Flugzeugträgerkommandanten ins Hinterteil gebissen.
Die ersten sechs Buck Danny-Alben unterschieden sich noch deutlich von den späteren Geschichten, die ab 1951 publiziert wurden. Ab Band 7 wurden die Alben mit einer einheitlichen Länge von 46 Seiten publiziert, jede Seite hatte nur noch vier Bildstreifen statt fünf. Hubinons Zeichenstil hatte sich deutlich weiterentwickelt, die Szenarien lösten sich von dem historischen Background und hatten nun fiktiven Charakter, auch wenn sie aktuelle Bezüge aufwiesen. Danny, Tumbler und Tuckson flogen und fliegen beispielsweise stets die modernsten Militärflugzeuge.
In den Alben 7-9, die in der unmittelbaren Nachkriegszeit spielten, dienten Danny, Tumbler und Tuckson nicht mehr als Marinepiloten, sondern wurden im Nahen Osten in politische Intrigen verwickelt. Mit „Testpiloten“, der zehnten Geschichte (1952–53), traten sie als Testpiloten in die Air Force ein. 1953 dienten sie im Koreakrieg, was bei den mächtigen Zensurbehörden auf Kritik stieß. Tatsächlich hat Charlier das Piloten-Trio später nie wieder an Kriegseinsätzen teilnehmen lassen, um ähnliche Probleme zu vermeiden.
Mit dem dreizehnten Album Flugzeugträger Valley Forge (1954) werden Buck Danny und seine beiden Kameraden als USAF-Piloten zur US Navy abkommandiert. Da die Piloten nun auf Flugzeugträgern stationiert waren, konnte Szenarist Charlier sie überall auf der Welt in Abenteuer verwickeln. Das Piloten-Trio trat beispielsweise in der Arktis, in Malaysia, im Pazifik, in Tibet, auf den Philippinen oder in der Karibik in Erscheinung.
In dem Zweiteiler Geheimbasis Zero / Buck Danny gegen Lady X war 1955/56 erstmals die Dauerschurkin Lady X zu sehen, die skrupellose Anführerin einer internationalen Spionageorganisation. Lady X agiert bis heute als Gegenspielerin von Buck Danny.
Bis 1978 produzierte das Team Charlier / Hubinon 40 Buck Danny-Alben. Nachdem Hubinon 1979 im Alter von 54 Jahren verstorben war, erschienen zunächst keine neuen Geschichten mehr. 1983 fand Charlier mit Francis Bergèse (* 1941) einen neuen Zeichner für seine Fliegerserie und produzierte mit diesem bis 1988 vier Buck Danny-Alben. Ein fünftes Album blieb unvollendet, da Charlier 1989 erkrankte und im Juli dieses Jahres im Alter von 64 Jahren starb. (Diese Geschichte wurde 2017 unter dem Namen „Die Blackbirds“ als Zweiteiler publiziert.)
Nachdem Jacques de Douhet 1993 ein Buck Danny-Album getextet hatte, übernahm ab 1996 Zeichner Bergèse diese Aufgabe. Bergèse gestaltete bis 2007 sieben Alben und zog sich dann in den Ruhestand zurück. Seit 2013 wird die Serie von Frédéric Zumbiehl (* 1965) getextet und von verschiedenen Künstlern gestaltet. Seit 2014 erscheinen außerdem in gesonderter Nummerierung Buck Danny-Alben, die im klassischen Serien-Kosmos der 50er und 60er Jahre angesiedelt sind.
Mit einer Laufzeit von 73 Jahren (Stand 2020) zählt Buck Danny heute zu den langlebigsten Comicserien im europäischen Raum.

## Veröffentlichungen
Die Serie begann am 2. Januar 1947 im Magazin Spirou und erschien dort zwischen 1947 und 1978 und von 1993 bis 2008. Die Veröffentlichung der Alben erfolgte durch verschiedene Verlage. Drei Kurzgeschichten kamen in Risque-Tout zum Abdruck. Dupuis gab mit Tout Buck Danny eine erste Gesamtausgabe heraus.
Im deutschen Sprachraum wurden zuerst in der Heftserie „Der heitere Fridolin“ von 1958 bis 1961 Ausgaben von Buck Danny in Fortsetzungen veröffentlicht. „Der heitere Fridolin“ Band 1–2 und 22–28: „Testpiloten“ (S. 1–4 „In der grünen Hölle“); Band 29–37: „Die fliegenden Tiger“; Band 38–45 „Fliegende Untertassen“; Band 46–52 „Buck Danny gegen Lady X“; Band 53–54 „SOS am Nordpol“. In Zack 56/2004 die Kurzgeschichte „Das Maskottchen“. Weitere Kurzgeschichten erschienen in den 80er Jahren im österreichischen Comic Forum: Band 15 „Eine unglaubliche Geschichte“ (s/w); Band 17: „Ein Spezialauftrag“ (s/w); Band 20: „Dieser Mann ist ein Held - warum?“ (s/w); Band 22: „Buck Danny“ (s/w).
Im deutschen Sprachraum begann Bastei 1973 mit der Veröffentlichung einer eigenen Heftreihe. Dabei wurden einige Alben mit Kriegshandlungen weggelassen und die Reihenfolge der übrigen Episoden verändert. Die geänderte Abfolge führte zu Brüchen in der Chronologie. Außerdem wurden Namen und Schauplätze verändert. Eine Neuauflage der Heftreihe startete 1977. Ehapa gab einige Episoden in der Reihe Die großen Flieger- und Rennfahrer-Comics und Comics Unlimited heraus.
Die eigenständige Albenreihe stammte von Carlsen. Eine Geschichte erschien in einem Sammelband.
Salleck führte die Serie fort. In einem Sonderheft kam die unvollendet gebliebene Episode heraus. Seit 2011 publiziert Salleck die Buck-Danny-Gesamtausgabe des Dupuis-Verlages, in der durch aufwändige redaktionelle Begleitartikel die Geschichte der Serie dokumentiert wird. Bislang sind in Deutschland vierzehn Bände dieser Gesamtausgabe erschienen (Stand 2020). Die Gesamtausgabe umfasst damit alle Geschichten, die bis 2008 entstanden.

## Alben
| Nr. | Französische Originaltitel mit Datum der Erstveröffentlichung | Deutsche Erstausgabe Bastei (1973–78)        | Deutsche Titel der Neu- bzw. Gesamtausgabe Carlsen/Salleck | Chronologie | Gesamtausgabe Salleck |
| --- | ------------------------------------------------------------- | -------------------------------------------- | ---------------------------------------------------------- | --- | --------------------- |
| 1   | Les japs attaquent (1947)                                     | -                                            | Schlacht in der Korallensee                                | Zyklus 1 | Band 1                |
| 2   | Les mystères de Midway (1947–1948)                            | -                                            | Das Wunder von Midway                                      | Zyklus 1 | Band 1                |
| 3   | La revanche des fils du ciel (1948–1949)                      | -                                            | Die Söhne des Himmels                                      | Zyklus 2 | Band 2                |
| 4   | Les tigres volants (1949–1950)                                | -                                            | Die fliegenden Tiger                                       | Zyklus 2 | Band 2                |
| 5   | Dans les griffes du dragon noir (1950)                        | -                                            | In den Klauen des schwarzen Drachen                        | Zyklus 2 | Band 2                |
| 6   | Attaque en Birmanie (1950–1951)                               | -                                            | Gefangen in Birma                                          | Zyklus 2 | Band 2                |
| 7   | Les trafiquants de la mer Rouge (1951)                        | 27: Die Verdammten der Wüste                 | Schmuggler am Roten Meer                                   | Zyklus 3 | Band 3                |
| 8   | Les pirates du désert (1951–1952)                             | 28: Die Todeskarawane                        | Piraten der Wüste                                          | Zyklus 3 | Band 3                |
| 9   | Les gangsters du pétrole (1952)                               | 29: Duell in der Sahara                      | Jagd auf die Erdölgangster                                 | Zyklus 3 | Band 3                |
| 10  | Pilotes d'essai (1952–1953)                                   | 1: Himmelsstürmer                            | Testpiloten                                                | Einzelalbum | Band 3                |
| 11  | Ciel de Corée (1953)                                          | -                                            | Angriff aus dem Nichts                                     | Zyklus 5 | Band 4                |
| 12  | Avions sans pilotes (1953–1954)                               | -                                            | Die Killer-Maschinen                                       | Zyklus 5 | Band 4                |
| 13  | Un avion n'est pas rentré (1954)                              | 2: Männer ohne Nerven                        | Flugzeugträger Valley Forge                                | Einzelalbum | Band 4                |
| 14  | Patrouille à l'aube (1954–1955)                               | 24: Die verlorene Patrouille                 | Die verlorene Patrouille                                   | Einzelalbum | Band 4                |
| 15  | NC-22654 ne répond plus (1955)                                | 3: NC226 antwortet nicht mehr                | SOS am Nordpol                                             | Zyklus 9 | Band 5                |
| 16  | Menace au nord (1955–1956)                                    | 8: Geheimkommando                            | Geheimbasis Zero                                           | Zyklus 9 | Band 5                |
| 17  | Buck Danny contre Lady X (1956)                               | 9: Lady X schlägt zu                         | Buck Danny gegen Lady X                                    | Zyklus 9 | Band 5                |
| 18  | Alerte en Malaisie (1956–1957)                                | 17: Anflug beim Morgengrauen                 | Terror in Malaysia                                         | Zyklus 10 | Band 6                |
| 19  | Le tigre de Malaisie (1957)                                   | 18: Jagd auf Cobra                           | Die Tiger von Malaysia                                     | Zyklus 10 | Band 6                |
| 20  | S.O.S. soucoupes volantes (1957)                              | 19: Auf falschem Kurs                        | Fliegende Untertassen                                      | Zyklus 11 | Band 6                |
| 21  | Un prototype a disparu (1958)                                 | 20: Wo ist Zero Neun?                        | Ein Flugzeug verschwindet                                  | Zyklus 11 | Band 6                |
| 22  | Top Secret (1958)                                             | 21: Top Secret                               | Top Secret                                                 | Zyklus 12 | Band 7                |
| 23  | Mission vers la vallée perdue (1958–1959)                     | 22: Notruf über Tibet                        | Flucht aus Tibet                                           | Zyklus 12 | Band 7                |
| 24  | Prototype FX-13 (1959)                                        | 4: Prototyp X-13                             | Prototyp FX-13                                             | Zyklus 13 | Band 7                |
| 25  | Escadrille ZZ (1959–1960)                                     | 5: Feuer an Bord                             | Der Saboteur                                               | Zyklus 13 | Band 7                |
| 26  | Le retour des tigres volants (1960)                           | 10: Die fliegenden Tiger                     | Kurs auf Niang-Ngai                                        | Zyklus 14 | Band 8                |
| 27  | Les tigres volants à la rescousse (1960–1961)                 | 11: Die Tiger greifen an                     | Einsatz in Viet-Tan                                        | Zyklus 14 | Band 8                |
| 28  | Tigres volants contre pirates (1961–1962)                     | 12: In der Grünen Hölle                      | Die fliegenden Tiger schlagen zurück                       | Zyklus 14 | Band 8                |
| 29  | Opération Mercury (1962)                                      | 13: Unternehmen Mercury                      | Operation Mercury                                          | Zyklus 15 | Band 8                |
| 30  | Les voleurs de satellites (1962–1963)                         | 14: Condor 3 überfällig                      | Jagd in der Karibik                                        | Zyklus 15 | Band 9                |
| 31  | X-15 (1963–1964)                                              | 6: Flug ohne Wiederkehr                      | Flug ohne Wiederkehr                                       | Einzelalbum | Band 9                |
| 32  | Alerte à Cap Kennedy (1964)                                   | 7: Duell in den Wolken                       | Alarm auf Kap Kennedy                                      | Einzelalbum | Band 9                |
| 33  | Le mystère des avions fantomes (1964–1965)                    | 23: Sperrzone 45                             | Jagd auf ein Phantom                                       | Einzelalbum | Band 9                |
| 34  | Alerte atomique (1965–1966)                                   | 15: Einsatz im Dschungel                     | Gefährliches Manöver                                       | Zyklus 19 | Band 10               |
| 35  | L'escadrille de la mort (1967)                                | 16: Die Staffel der Verlorenen               | Die Todesstaffel                                           | Zyklus 19 | Band 10               |
| 36  | Les anges bleus (1969)                                        | 25: Die Blauen Engel                         | Blaue Engel                                                | Zyklus 20 | Band 10               |
| 37  | Le pilote au masque de cuir (1970)                            | 26: Sturzflug in die Hölle                   | Der Pilot ohne Gesicht                                     | Zyklus 20 | Band 10               |
| 38  | La vallée de la mort verte (1972)                             | 30: Das Teufelsgeschwader                    | In der Grünen Hölle                                        | Zyklus 21 | Band 11               |
| 39  | Requins en mer de Chine (1975–1976)                           | -                                            | Haie im Chinesischen Meer                                  | Zyklus 21 | Band 11               |
| 40  | Ghost Queen (1978)                                            | -                                            | Die Ghost Queen                                            | Zyklus 21 | Band 11               |
| 41  | Mission Apocalypse (1983)                                     | -                                            | Operation Apokalypse                                       | Zyklus 22 | Band 12               |
| 42  | Les pilotes de l'enfer (1984)                                 | -                                            | Piloten der Hölle                                          | Zyklus 22 | Band 12               |
| 43  | Le feu du ciel (1986)                                         | -                                            | Himmel in Flammen                                          | Zyklus 22 | Band 12               |
| 44  | Les agresseurs (1988)                                         | -                                            | Der Überläufer                                             | Einzelalbum | Band 12               |
| 1/2 | Les oiseaux noirs (1989)                                      | Zack-Sonderheft 5: Die Blackbirds (Fragment) | Die Blackbirds                                             | ursprünglich nur ein Fragment wurde die Geschichte inzwischen vollendet und 2017 als vollständiges Album veröffentlicht | Band 12 (Fragment)    |
| 45  | Les secrets de la mer Noire (1993–1994)                       | -                                            | Die Geheimnisse des Schwarzen Meeres                       | Zyklus 23 | Band 13               |
| 46  | L'escadrille fantôme (1996)                                   | -                                            | Operation Sarajevo                                         | Zyklus 23 | Band 13               |
| 47  | Zone interdite (1997)                                         | -                                            | Verschwörung im Dschungel                                  | Zyklus 24 | Band 13               |
| 48  | Tonnerre sur la Cordillère (1999)                             | -                                            | Sturm über den Kordilleren                                 | Zyklus 24 | Band 13               |
| 49  | La nuit du serpent (2000)                                     | -                                            | Die Nacht der Schlange                                     | Einzelalbum | Band 14               |
| 50  | Sabotage au Texas (2002)                                      | -                                            | Sabotage in Texas                                          | Einzelalbum | Band 14               |
| 51  | Mystère en Antarctique (2005)                                 | Zack 74 -78 / 2005                           | Das Geheimnis der Antarktis                                | Einzelalbum | Band 14               |
| 52  | Porté disparu (2007–2008)                                     | -                                            | Verschollen in Afghanistan                                 | Einzelalbum | Band 14               |
| 53  | Cobra noir (2013)                                             | -                                            | Black Cobra                                                | Einzelalbum | -                     |
| 54  | La nuit du spectre (2015)                                     | -                                            | Die Nacht des Geistes                                      | Zyklus 25 | -                     |
| 55  | Defcon one (2016)                                             | -                                            | Defcon one                                                 | Zyklus 25 | -                     |
| 56  | Vostok ne répond plus (2018)                                  | -                                            | Wostok antwortet nicht mehr                                | | -                     |
| 57  | Opération Vektor (2019)                                       | -                                            | Operation Vektor                                           | - | -                     |
| 58  | Le pacte ! (2021)                                             | -                                            | Der Pakt                                                   | - | -                     |
| 59  | Programme Skyborg (2022)                                      | -                                            | -                                                          | - | -                     |
| 60  | Air Force One (2023)                                          | -                                            | -                                                          | - | -                     |
| 61  | Traque en haute altitude                                      | -                                            | -                                                          | - | -                     |

## Tout Buck Danny
Während Jean-Michel Charlier nach dem Tod von Victor Hubinon nach einem Ersatz suchte, bereitete Dupuis eine Gesamtausgabe aller bisher erschienenen Geschichten der Fliegerserie vor. Die Veröffentlichung begann 1983 und enthielt später auch die Arbeiten des neuen Zeichners Francis Bergèse, der bis 2006 alle 16 Titelbilder schuf.
Übersicht
| Nr. | Titel                          | Band  |
| --- | ------------------------------ | ----- |
| 1   | La Guerre du Pacifique 1       | 1–3   |
| 2   | La Guerre du Pacifique 2       | 4–6   |
| 3   | Les Aviateurs démobilisés      | 7–9   |
| 4   | La Guerre de Corée             | 10–12 |
| 5   | Pilotes de porte-avions        | 13–15 |
| 6   | De l’Ext.-Nord à l’Ext.-Orient | 16–19 |
| 7   | Vols vers l’inconnu            | 20–23 |
| 8   | Pilotes de prototypes          | 24–26 |
| 9   | Le Retour des Tigres volants   | 27–29 |
| 10  | Missions «top secret»          | 30–33 |
| 11  | Missions à très haut risque    | 34–37 |
| 12  | Mission aérienne anti-mafia    | 38–40 |
| 13  | Alerte nucléaire               | 41–43 |
| 14  | Ennemis intérieurs             | 44–45 |
| 15  | Zones de combat                | 46–48 |
| 16  | Embrouilles en temps de paix   | 49–51 |

## Gesamtausgabe
Nachdem Francis Bergèse in den Ruhestand gegangen war, entschied sich Dupuis für eine zweite Gesamtausgabe des Fliegercomics nach Tout Buck Danny. Der Hintergrundteil wurde von Patrick Gaumer verfasst. Die französische Veröffentlichung begann 2010. Salleck ist für die deutsche Ausgabe verantwortlich, die 2011 startete.
| Nr. | Titel                   | Band  |
| --- | ----------------------- | ----- |
| 1   | Gesamtausgabe 1947–1948 | 1–2   |
| 2   | Gesamtausgabe 1948–1951 | 3–6   |
| 3   | Gesamtausgabe 1951–1953 | 7–10  |
| 4   | Gesamtausgabe 1953–1955 | 11–14 |
| 5   | Gesamtausgabe 1955–1956 | 15–17 |
| 6   | Gesamtausgabe 1956–1958 | 18–21 |
| 7   | Gesamtausgabe 1958–1960 | 22–25 |
| 8   | Gesamtausgabe 1960–1962 | 26–29 |
| 9   | Gesamtausgabe 1962–1965 | 30–33 |
| 10  | Gesamtausgabe 1965–1970 | 34–37 |
| 11  | Gesamtausgabe 1972–1978 | 38–40 |
| 12  | Gesamtausgabe 1983–1988 | 41–44 |
| 13  | Gesamtausgabe 1993–1999 | 45–48 |
| 14  | Gesamtausgabe 2000–2008 | 49–52 |

## Die neuen Abenteuer von Buck Danny
Seit 2014 erscheint die Spin-Off-Serie Die neuen Abenteuer von Buck Danny, welche zunächst von dem Duo Jean-Michael Arroyo als Zeichner und Frédéric Zumbiehl als Autor gestaltet wurde. Seit Band 3 unterstützt Frédéric Marniquet seinen Kollegen Zumbiehl beim Szenario. Zeitlich spielen die an die ersten Bucky-Danny-Klassiker erinnernden Abenteuer während des Zweiten Weltkriegs, des Korea-Krieges und des Kalten Krieges. Auf Deutsch werden die Bände von Salleck veröffentlicht.
| Nr. | Deutscher Titel                   | Jahr | Originaltitel                 | Jahr |
| --- | --------------------------------- | ---- | ----------------------------- | ---- |
| 1   | Sabre über Korea                  | 2015 | Sabre sur la Corée            | 2014 |
| 2   | Duell auf der MiG-Alley           | 2016 | Duel sur Mig Alley            | 2014 |
| 3   | Die Geister der aufgehenden Sonne | 2017 | Les Fantômes du soleil levant | 2016 |
| 4   | Die Teufelsinsel                  | 2017 | L´île du diable               | 2017 |
| 5   | Operation Eiserner Vorhang        | 2020 | Opération rideau de fer       | 2018 |
| 6   | Alarmstufe Rot                    | 2020 | Alerte rouge                  | 2019 |
| 7   | Sea Dart                          | 2022 | Sea Dart                      | 2020 |
| 8   | Das Nest des Adlers               | 2023 | Le Repaire De L'Aigle         | 2021 |
| 9   | -                                 | -    | Le vol du Rapier              | 2022 |
| 10  | -                                 | -    | Molotok-41 ne répond plus     | 2023 |
| 11  | -                                 | -    | L'ombre rouge                 | 2024 |